# MyCello
MyCello [majčelo] je elektrické violoncello vyrobené na 3D tiskárně. Vyrobili ho v Přerově v roce 2021 učitel hudby Ondřej Kratochvíl a programátor Jan Tobolík.

## Historie
Bylo představeno 1. února 2021 v rámci crowdfundingové kampaně na HitHitu, následně na Kickstarteru a Indiegogo. Uspělo v soutěži Nápad roku 2021 a zvítězilo v soutěži Creative Business Cup 2022 pořádané agenturou CzechInvest. Bylo o něm natočeno několik televizních a rozhlasových reportáží, objevilo se v tištěných i online médiích v ČR i zahraničí.

## Popis
MyCello stavbou vychází z klasického violoncella, zachovává pro hráče důležité části, které slouží k držení nástroje a jeho ovládání. Při akustickém použití je tiché. Díky zabudovanému piezoelektrickému snímači, předzesilovači, ekvalizéru, baterii, sluchátkovému a linkovému výstupu je možné jeho zvuk zesílit do jakékoli hlasitosti. Hlavním materiálem je termoplast, který 3D tiskárna přetvořila z filamentu do potřebného tvaru. Struny jsou kovové, stejně jako ladící mechanika a další prvky. Od jiných elektrických violoncell se odlišuje výrobou na míru podle rozměrů klasického violoncella konkrétního hráče. Ten tak získá věrnou kopii svého nástroje (odtud název MyCello – moje violoncello) vhodnou k tichému cvičení a snadnému transportu, protože MyCello je lehčí a skladnější.
Mezi speciální vlastnosti patří 5 a 6strunná varianta (přidaná horní struna E a/nebo spodní F), držák na smyčec a mobilní telefon (pro zobrazení not na displeji).